# Rosa María Rodríguez Curto
Rosa María Rodríguez Curto (Martorell, 1970) és una enginyera de telecomunicacions catalana, vicepresidenta de vendes i serveis de T-Systems Iberia. És mare de tres fills.
El 2017 quan era directora general de Servei de la Generalitat i responsable de desenvolupaments informàtics va ser detinguda acusada de delictes de desobediència, malversació i prevaricació en el marc de l'ordre judicial per intentar frenar els actes del referèndum sobre la independència de Catalunya l'1 d'octubre però posteriorment va ser posada en llibertat
El 2024 fou inclosa a la llista Forbes de les 100 dones més influents d'Espanya.
El 2025 fou inclosa a la llista Forbes de les 100 dones més influents de Catalunya.